# Jakub Kolář
Jakub Kolář (16 gennaio 2000) è un calciatore ceco, difensore dello Trinity Zlín.

## Carriera

### Club
Cresciuto nel settore giovanile dello Fastav Zlín, debutta in prima squadra il 26 ottobre 2019, disputando l'incontro di 1. liga pareggiato per 0-0 contro il Příbram. Realizza la sua prima rete con la squadra e contestualmente in campionato il 9 novembre seguente, nell'incontro vinto per 1-0 contro il Sigma Olomouc.

### Nazionale
Nel 2022 ha esordito con la nazionale ceca Under-21.

## Statistiche

### Presenze e reti nei club
Statistiche aggiornate al 29 novembre 2022.
| Stagione            | Squadra             | Campionato          | Campionato | Campionato | Coppe nazionali | Coppe nazionali | Coppe nazionali | Coppe continentali | Coppe continentali | Coppe continentali | Altre coppe | Altre coppe | Altre coppe | Totale | Totale |
| Stagione            | Squadra             | Comp                | Pres       | Reti       | Comp            | Pres            | Reti            | Comp               | Pres               | Reti               | Comp        | Pres        | Reti        | Pres   | Reti   |
| ------------------- | ------------------- | ------------------- | ---------- | ---------- | --------------- | --------------- | --------------- | ------------------ | ------------------ | ------------------ | ----------- | ----------- | ----------- | ------ | ------ |
| 2019-2020           | Trinity Zlín        | 1L                  | 2          | 1          | CRC             | 1               | 0               |                    | -                  | -                  |             | -           | -           | 3      | 1      |
| 2020-2021           | Trinity Zlín        | 1L                  | 8          | 0          | CRC             | 1               | 0               |                    | -                  | -                  |             | -           | -           | 9      | 0      |
| 2021-2022           | Trinity Zlín        | 1L                  | 11+1       | 0          | CRC             | 1               | 0               |                    | -                  | -                  |             | -           | -           | 13     | 0      |
| 2022-2023           | Trinity Zlín        | 1L                  | 16         | 2          | CRC             | 2               | 0               |                    | -                  | -                  |             | -           | -           | 18     | 2      |
| Totale Trinity Zlín | Totale Trinity Zlín | Totale Trinity Zlín | 37+1       | 3+0        |                 | 5               | 0               |                    | -                  | -                  |             | -           | -           | 43     | 3      |
| Totale carriera     | Totale carriera     | Totale carriera     | 38         | 3          |                 | 5               | 0               |                    | -                  | -                  |             | -           | -           | 43     | 3      |